# Thập niên 560 TCN
Thập niên 560 TCN hay thập kỷ 560 TCN chỉ đến những năm từ 560 TCN đến 569 TCN.